# Зверево (Ярославская область)
Зверево — деревня в Большесельском сельском поселении Большесельского района Ярославской области.
Деревня расположена на правом берегу реки Койка, примерно в 1,5 км от её впадения в Юхоть.

## Население
По данным статистического сборника «Сельские населенные пункты Ярославской области на 1 января 2007 года», в деревне Зверево проживает 2 человека.

## География
Деревня расположена в западной части района. Она стоит на правом берегу реки Койки в её нижнем течении. С запада, выше по течению, но непосредственно примыкая к Зверево стоит деревня Терехово. На противоположном левом берегу напротив Зверево стоит деревня деревня Дерягино. Ниже Зверево по течению, примерно в 1 км к юго-востоку, привпадении Койки в Юхоть стоит деревня Устье.